# Alopecosa xiningensis
Alopecosa xiningensis är en spindelart som beskrevs av Hu 200. Alopecosa xiningensis ingår i släktet Alopecosa och familjen vargspindlar. Inga underarter finns listade i Catalogue of Life.